# Megachile natalica
Megachile natalica är en biart som beskrevs av Cockerell 1920. Megachile natalica ingår i släktet tapetserarbin, och familjen buksamlarbin. Inga underarter finns listade i Catalogue of Life.